# Де Ровер, Йоланда
Йоланда де Ровер (нидерл. Jolanda de Rover, род. 10 октября 1963 года в Амстелвене, Северная Голландия, Нидерланды) — голландская пловчиха, олимпийская чемпионка 1984 года, призёр чемпионатов мира и Европы.

## Биография
Йоланда де Ровер родилась 10 октября 1963 года в городе Амстелвене, что входит в агломерацию Амстердама. Первым клубом в котором она тренировалась был «de Dolfijn», который она сменила на амстердамский «DJK». Профессиональную карьеру пловчихи начала в 1987 году на соревнованиях Летней универсиады. Этот дебют принес ей золотую медаль в плавании 200 м на спине. Следующим этапом её карьеры стали выступления на чемпионате Европы по плаванию. Де Ровер трижды достигала призовых мест: Сплит 1981 (серебро — 200 м на спине), Рим 1983 (серебро — 4×100 вольным стилем), София 1985 (бронза — 200 м на спине). Самым высоким достижением Йоланды стали Летние Олимпийские игры 1984 года в Лос-Анджелесе. На этих соревнованиях она заработала сразу две медали: золото в категории 200 м на спине и бронзу в категории 100 м на спине.
Кира Туссен (нидерл. Kira Toussaint) представляющая сборную Нидерландов по плаванию на Летних Олимпийских играх в Рио-де-Женейро — дочь Йоланды де Ровер.